# Боароне (Верчели)
Боароне је насеље у Италији у округу Верчели, региону Пијемонт.
Према процени из 2011. у насељу је живело 29 становника. Насеље се налази на надморској висини од 121 м.